# Триродийпентаэрбий
Триродийпентаэрбий — бинарное неорганическое соединение
эрбия и родия
с формулой Er5Rh3,
серые кристаллы.

## Получение
- Спекание стехиометрических количеств чистых веществ:

{\displaystyle {\mathsf {5Er+3Rh\ {\xrightarrow {1250^{o}C}}\ Er_{5}Rh_{3}}}}

## Физические свойства
Триродийпентаэрбий образует кристаллы нескольких модификаций:
- α-Er5Rh3, структура не определена, образуется по перитектической реакции при 950÷1175°С;
- β-Er5Rh3, гексагональной сингонии, пространственная группа P 63/mcm, параметры ячейки a = 0,8084 нм, c = 0,6306 нм, Z = 2, структура типа трисилицида пентамарганца Mn5Si3, образуется по перитектической реакции при 1250°С [1][2][3][4].

Соединение имеет интервал гомогенности 36÷38 ат.% эрбия и
температурный интервал полиморфного перехода α-Er5Rh3 ↔ β-Er5Rh3 составляет 950÷1175°С (в зависимости от состава)
.